# Philibert Audebrand
Philibert Audebrand (31 décembre 1815, Saint-Amand-Montrond - 10 septembre 1906, Paris) est un écrivain, journaliste, chroniqueur, auteur de vers satiriques et de romans historiques français.

## Biographie
Journaliste pendant près de 70 ans, Audebrand a collaboré à une cinquantaine de journaux ou revues, parmi lesquels, « marquant à ses propres yeux », le Vert-Vert, le Charivari, le Tam-Tam, le Corsaire, le Mousquetaire d'Alexandre Dumas, le Courrier de Paris, l'Illustration, l'Événement, le Figaro.
Il a écrit sous de nombreux pseudonymes, entre vingt ou trente, dont : « Alpha », « Eugène Duvernay », « de l'Isle Adam, Bogdanov, Plasson, Michaël, Luc Bardas, Parafaragamus, Georges des Lauriers, Cte de la Varenne, Champercier », etc.
En 1838, il entra à la Société des gens de lettres, quelques jours après sa  première assemblée générale et en fut vice-président par deux fois.
En 1889, l’Académie française lui décerne le prix Monbinne.
Dans Mémoires d'un passant (Calmann Lévy, 1893), il a consacré à Bernard-François Balssa, père d'Honoré de Balzac qu'il considère comme un personnage prodigieux, un savoureux portrait.
Il est inhumé au cimetière du Père-Lachaise.

## Œuvres
- Fontainebleau, paysages, légendes, souvenirs, fantaisies
- Michel Chevalier
- Napoléon a-t-il été un homme heureux ?
- À qui sera-t-elle ? histoire de l'autre jour
- Bérengère de Chamblis, histoire d'un château
- Un café de journalistes sous Napoléon III
- César Berthelin, manieur d'argent
- Ceux qui mangent la pomme, racontars parisiens
- Le Chevalier noir
- Lauriers et cyprès, pages d'histoire contemporaine
- Leon Gozlan, scènes de la vie littéraire (1828-1865)
- La Lettre déchirée
- Les Mariages d'aujourd'hui
- Les Mariages manqués
- Les Trois Nuits de sir Richard Cockerill
- Les violette blanche : conte vrai
- Voyage et aventures autour du monde de Robert Kergorieu
- Les Yeux noirs et les yeux bleus
- Les Sacripants de Paris
- Schinderhannes et les bandits du Rhin
- Le Secret de Chamblis, histoire d'un château…
- La Sérénade de don Juan
- Soldats, Poètes et Tribuns : Petits Mémoires du XIXe siècle
- Souvenirs de la tribune des journalistes (1848-1852)
- Les Trois Juifs
- Mémoires d'un passant
- La Salamandre d'or… [- Le Dernier chapitre]
- Nos Révolutionnaires, pages d'histoire contemporaine, 1830-1880
- Le Chien de la Chataigneraie
- La Clé d'argent
- Comment on joue un fin renard, scènes de la vie parisienne
- Derniers jours de la bohème : Souvenirs de la vie littéraire
- Les Divorces de Paris, scènes de la vie intime
- La Dot volée : Scènes de la vie parisienne
- Le Drame de la Sauvagère
- P.-J. Proudhon et l'écuyère de l'Hippodrome, scènes de la vie littéraire
- Le Péché de Son Excellence
- Un petit-fils de Robinson
- Petites Comédies du boudoir
- Petits Mémoires d'une stalle d'orchestre : acteurs, actrices, auteurs, journalistes
- Petits Mémoires du XIXe siècle
- La Pivardière le bigame
- Romanciers et viveurs du XIXe siècle
- L'Enchanteresse, histoire parisienne
- Une fête sur le feu, scènes de la vie parisienne
- La Fille de Caïn, scènes de la vie réelle
- Les Fredaines de Jean de Cérilly
- Le Fusil maudit, scènes de la vie de sport
- Les Gasconnades de l'amour : scènes de la vie parisienne
- Histoire intime de la révolution du 18 mars, comité central et Commune
- Il était une fois… récits et nouvelles de toutes les couleurs…
- Le Paysan de l'Ukraine, épisode de l'insurrection polonaise
- Le Panier de pêches, comédie-vaudeville en 1 acte, par MM. Henry de Kock et Philibert Audebrand… [Paris, Vaudeville, 1er novembre 1857.]
- Menus propos, par René de Rovigo et Philibert Audebrand
- Feuilles volantes, par René de Rovigo et Philibert Audebrand